# Fânațele de pe Dealul Corhan - Săbed
Fânațele de pe Dealul Corhan - Săbed este un sit de importanță comunitară (SCI) desemnat în scopul protejării biodiversității și menținerii într-o stare de conservare favorabilă a florei spontane și faunei sălbatice, precum și a habitatelor naturale de interes comunitar aflate în arealul zonei protejate. Acesta este situat în centrul Transilvaniei, pe teritoriul județului Mureș.

## Localizare
Aria naturală se află în partea nord-vestică a județului Mureș, pe teritoriile administrative ale comunelor Ceuașu de Câmpie și Șincai și este străbătută de drumul național DN15E, care face legătura între municipiul Târgu Mureș și localitatea Satu Nou.

## Descriere

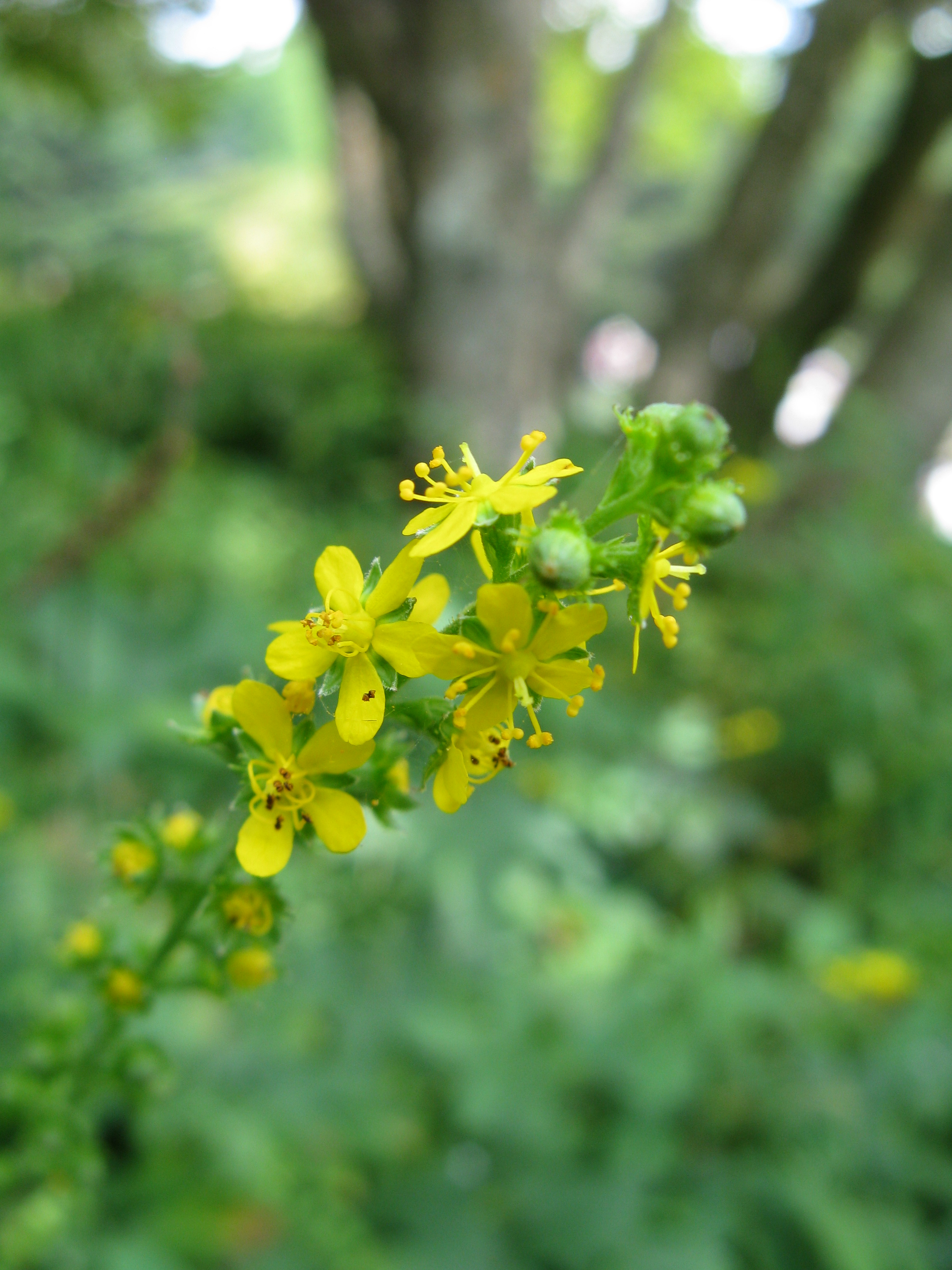
Turiță (Agrimonia pilosa)

Instituirea regimului de arie naturală protejată  pentru situl de importanță comunitară „Fânațele de pe Dealul Corhan” s-a făcut prin  Ordinul Ministerului Mediului și Dezvoltării Durabile Nr.1964 din 13 decembrie 2007 (privind instituirea regimului de arie naturală protejată a siturilor de importanță comunitară, ca parte integrantă a rețelei ecologice europene Natura 2000 în România) și se întinde pe o suprafață de 475 hectare.
Situl reprezintă o zonă de deal (încadrată în bioregiunea continentală a sud-estului Câmpiei Transilvaniei) acoperită cu păduri, pășuni, vii și livezi; ce conservă un habitat naturale de tip Pajiști stepice subpanonice și protejază elemente rare de floră și faună.
La baza desemnării ariei protejate se află trei specii faunistice enumerate în anexa I-a a Directivei Consiliului European 92/43/CE din 21 mai 1992 (privind conservarea habitatelor naturale și a speciilor de faună și floră sălbatică) și aflate pe lista roșie a IUCN; astfel: buhaiul de baltă cu burta roșie  (Bombina bombina), tritonul comun transilvănean (Triturus vulgaris ampelensis) și țestoasa de baltă (Emys orbicularis).
Printre elementele floristice întâlnite la nivelul ierburilor se află cinci specii de plante protejate la nivel european prin acceași Directivă CE 92/43/CE din 21 mai 1992); astfel: târtan (Crambe tataria), sisinei (Pulsatilla patens și  Pulsatilla grandis), turiță (Agrimonia pilosa) și stânjenel sălbatic (Iris aphylla ssp. hungarica); care vegetează alături de alte specii rare de plante; printre care lala pestriță (Fritillaria orientalis), rușcuță de primăvară (Adonis vernalis), untul-vacii (Orchis morio), gălbinare (Serratula radiata) sau jaleș (Salvia nutans).

## Căi de acces
- Drumul național DN15E pe ruta: Târgu Mureș - Sântana de Mureș - Ceuașu de Câmpie - Săbed.

## Monumente și atracții turistice
În vecinătatea sitului se află câteva obiective de interes istoric, cultural și turistic; astfel:

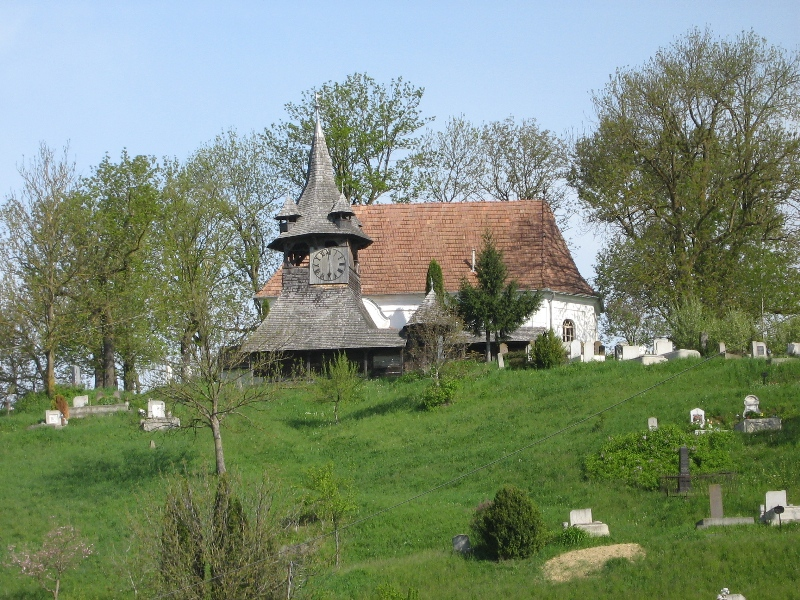
Biserica reformată din Ceuașu de Câmpie

- Ansamblul bisericii reformate din Ceuașu de Câmpie (biserică, turn clopotniță și zid de incintă), construcție sec. XVI - XIX, monument istoric.
- Biserica de lemn „Sf.Arhangheli” din Culpiu, construcție secolul al XIX-lea, monument istoric.
- Biserica de lemn „Sfinții Arhangheli Mihail și Gavriil” din Bozed, construcție secolul al XVIII-lea, monument istoric.
- Biserica de lemn "Sfântul Ioan Botezătorul" din Porumbeni, construcție secolul al XVIII-lea, monument istoric.
- Biserica de lemn „Buna Vestire” din Glodeni, construcție secolul al XVII-lea, monument istoric.
- Biserica de lemn „Sfinții Arhangheli Mihail și Gavriil” din Moișa, construcție secolul al XIV-lea, monument istoric.
- Biserica de lemn „Sfinții Arhangheli” din Păcureni, construcție secolul al XVIII-lea, monument istoric.
- Biserica de lemn „Sfinții Arhangheli” din Păingeni
- Biserica reformată din satul Sântana de Mureș, construcție sec. XIII-XIV, monument istoric.
- Biserica reformată din satul Chinari, construcție sec. XIII-XIV, monument istoric.
- Pădurea Glodeni (1.042 ha), sit de importanță comunitară.
- Rezervația naturală Pădurea Săbed (59 ha).